# Loughor
Loughor is een plaats (town) in de county van Swansea, Wales.
De stad ligt aan het estuarium van de Loughor rivier. De plaats maakt deel uit van de gemeenschap Llwchwr.

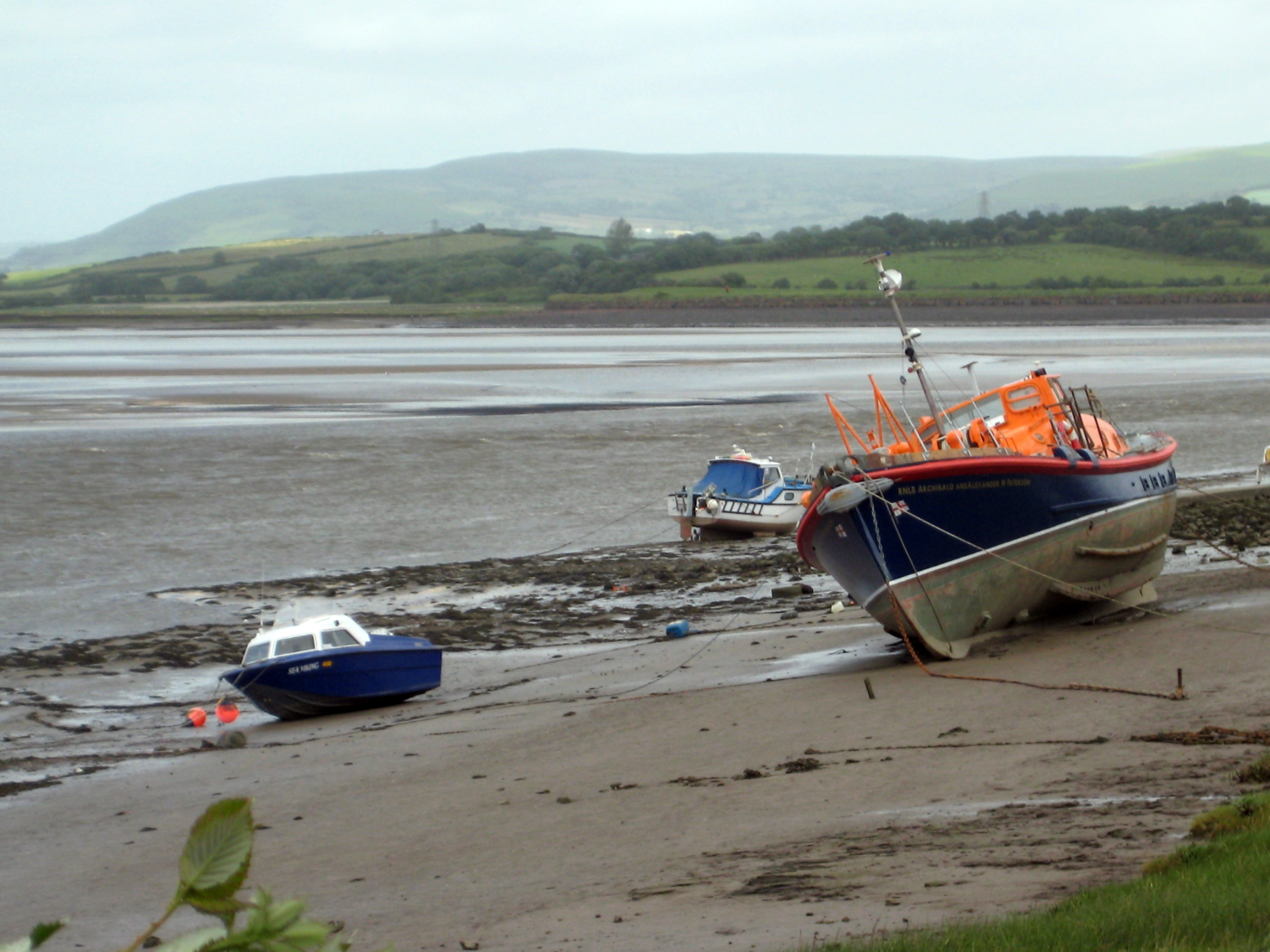
Loughor rivier

## Geschiedenis
De stad was de thuisbasis van het Romeins fort Leucarum. Recht tegenover het fort werd in 1099 een Romaans kasteel gebouwd, het 'Loughor castle'. Er wordt gezegd dat er onder het kasteel een tunnel loopt waar duizenden schatten zouden liggen.
In de latere jaren werd Loughor een havenstad.

## Cultuur
Loughor kan vandaag de dag worden verdeeld in twee delen, hoog Loughor en laag Loughor, dat elk zijn eigen historie heeft. Laag Loughor kan je plaatsen rond het kasteel. Hoog Loughor daarentegen kan je vinden aan de Glebe road.
Het lokale rugbyteam is Loughor RFC.
James Henry Govier(1910-1974), de bekende Britse schilder van de Swansea School heeft enorm veel schilderwerken gemaakt met Loughor als centraal thema